# Cliff Bleszinski
Clifford Bleszinski, född 12 februari, 1975, även känd som "CliffyB", är en spelutvecklare och var designansvarig på spelutvecklingsföretaget Epic Games i Cary, North Carolina.  
Han är mest känd för sitt arbete med spelserierna Unreal och Gears of War. Han säger att Shigeru Miyamoto är hans största influens. 2008 avslutade Bleszinski produktionen av Gears of War 2. 
Enligt Bleszinskis MySpacesida och hans hemsida bor han i Raleigh, North Carolina.
Smeknamnet "CliffyB" fick han av "någon sportkille" som blyg tonåring. Smeknamnet tog han senare när han utvecklade en tuffare personlighet. 2008 uttryckte han en vilja att släppa smeknamnet då han tyckte att det "var dags att växa upp lite".
Cliff meddelade sin avgång från Epic Games den 3 oktober 2012. Han arbetade för Epic Games i 20 år.

## Spel
- The Palace of Deceit: the Dragon's Plight (1992), Game Syndicate Productions[5]
- Dare to Dream Volume One: In a Darkened Room (1993), Epic MegaGames, Inc.[5]
- Jazz Jackrabbit (1994), Epic MegaGames, Inc.[5]
- Jazz Jackrabbit CD-ROM (1994), Epic MegaGames, Inc.[5]
- Jazz Jackrabbit: Holiday Hare 1994 (1994), Epic MegaGames, Inc.[5]
- Tyrian (1995), Epic MegaGames, Inc.[5]
- Jazz Jackrabbit: Holiday Hare 1995 (1995), Epic MegaGames, Inc.[5]
- Unreal (1998), GT Interactive Software Corp.[5]
- Jazz Jackrabbit 2 (1998), Gathering, Project Two Interactive BV[5]
- Unreal Tournament (1999), GT Interactive Software Corp.[5]
- Tyrian 2000 (1999), XSIV Games[5]
- Jazz Jackrabbit 2: The Secret Files (1999), Gathering, Project Two Interactive BV[5]
- Unreal Tournament (Game of the Year Edition) (2000), Infogrames, Inc.[5]
- Unreal Tournament 2003 (2002), Infogrames, Inc.[5]
- Unreal Championship (2002), Infogrames, Inc.[5]
- Jazz Jackrabbit (2002), Jaleco Entertainment, Inc.[5]
- Devastation (2003), HD Interactive B.V.[5]
- Unreal Tournament 2004 (2004), Atari, Inc.[5]
- Unreal Championship 2: The Liandri Conflict (2005), Midway Home Entertainment, Inc.[5]
- Brothers in Arms: Road to Hill 30 (2005), Ubisoft, Inc.[5]
- Gears of War (2006), Microsoft Game Studios[5]
- Unreal Tournament III (2007), Midway Home Entertainment, Inc.[5]
- Gears of War 2 (2008), Microsoft Game Studios[5]
- Shadow Complex (2009), Microsoft Game Studios[5]
- Fat Princess (2009), Sony Computer Entertainment America, Inc.[5]
- Lost Planet 2 (2010), CE Europe Ltd.[5]
- Bulletstorm (2011), Electronic Arts
- Gears of War 3 (2011), Microsoft Game Studios[5]
- LawBreakers (2017), Boss Key Productions, Inc.
- Radical Heights (2018), Boss Key Productions, Inc.

### Filmografi
- Jake and Amir, episod "The Hot Date" (2011) (spelade som sig själv)
- Stay Alive (2006) (Konsult)
- Olika Mega64-sketcher[6]
- "Sonic for Hire" (episod Gears of War; spelade som sig själv)[7]